# Liparis angustioblonga
Liparis angustioblonga är en orkidéart som beskrevs av P.H.Yang och Xiao Hua Jin. Liparis angustioblonga ingår i släktet gulyxnen, och familjen orkidéer. Inga underarter finns listade i Catalogue of Life.